# Nil Glagolev
Nil Aleksandrovici Glagolev (n. 21 noiembrie 1888 – d. 2 iulie 1945) a fost un matematician rus, cu contribuții în special în domeniul geometriei.
A fost profesor la Universitatea din Moscova.
A condus primul Seminar Științific de Nomografie și Biroul Unional de Nomografie.
A creat diverse nomograme, care sunt întrebuințate în domenii ca marina militară și artilerie și a scris primul curs teoretic de nomografie în rusă.
A rezolvat definitiv problema calculului proiectiv, prin "aritmetizarea spațiului proiectiv".
A aplicat cu succes metodele proiective în domeniul nomografiei.
S-a ocupat și de problemele axiomatice în geometrie.
Cea mai importantă lucrare a sa poartă titlul Geometria elementară și a apărut în 1945.
1. 1 2  Pedagogi i psihologi mira